# Рождество-Богородичный храм (Добринёво)
Це́рковь Рождества́ Пресвято́й Богоро́дицы (бел. Царква Раства Багародзіцы) — храм Молодечненской епархии Белорусской православной церкви в деревне Добринёво Дзержинского района Минской области. Памятник народного деревянного зодчества.

## История
Церковь Рождества Пресвятой Богородицы (она же Покровская церковь или часовня) расположена на сельском кладбище, которое находится западнее деревни Добринёво. Церковь была построена из дерева в 1-й половине XIX века). Построена в первой половине XIX века (ориентировочно в 1864 году). В настоящее время часовня пребывает в запустении и практически не функционирует.

## Архитектура
Является памятником народного зодчества. Церковь состоит из прямоугольных в плане основного объема и апсиды, укрытых при помощи треугольного застрешка общей гонтовой крышей. Со стороны и апсиды пристроена ризница. С западной стороны и фасада пристроена двухъярусная Четверикова шатровая башня-колокольня. Стены храма вертикально обшиты досками с наличниками, расчлененными лучковыми оконными проемами и брусьями-флажками.

## Внутренний интерьер
Зал храма перекрыт подшивным потолком, с поперечных балок которого открыт интерьер. Кубовидного помещение апсиды открыто в зал широким арочным просветом. Нижний ярус колокольни служит притвором, над которым расположены хоры.